# Constantia Grierson
Constantia Grierson (née Crawley ; vers 1705 - 2 décembre 1732), est une éditrice, poète et érudite classique du comté de Kilkenny, en Irlande.

## Biographie
Constantia Crawley est née dans une famille rurale pauvre du comté de Kilkenny. Ses parents reconnaissent son intelligence dès son plus jeune âge et encouragent son désir d’apprendre. Elle reçoit des cours d'hébreu, de grec, de latin, d'anglais et de français auprès de son vicaire local, mais elle est en grande partie autodidacte. Selon un éditeur, elle est « une érudite des plus excellentes, non seulement en littérature grecque et romaine, mais aussi en histoire, en théologie, en philosophie et en mathématiques : et ce qui rend son caractère d'autant plus remarquable, c'est qu'elle est morte si tôt, à l'âge de 27 ans, et qu'elle a acquis cette grande connaissance simplement par la force de son propre génie et de son application continuelle. ». Laetitia Pilkington sentait que « son apprentissage lui apparaissait comme le don répandu par les apôtres, de parler toutes les langues sans les douleurs de l'étude ; ou, comme la connaissance intuitive des anges. ».
Vers l'âge de dix-huit ans, Crawley s'installe à Dublin et commence à étudier la profession de sage-femme auprès du Dr Van Lewen, médecin néerlandais et père de Laetitia Pilkington. Elle cesse ses études lorsqu'elle rencontre l'imprimeur et éditeur George Grierson (vers 1679-1753) pour qui elle édite de nombreux ouvrages. La date de leur mariage n’est pas enregistrée. En 1727, elle a édité des titres dans l'édition de poche des classiques, notamment les Comediae de Térence, auxquelles elle a fait précéder une épigramme grecque de sa propre plume, le dédiant à Robert, fils de Lord Carteret ; en 1730, elle édite l'œuvre de Tacite, la dédiant à Lord Carteret lui-même.
Jonathan Swift est tellement impressionné par son travail d'édition qu'il écrit à Alexander Pope le 6 février 1730 : « C'est une très bonne spécialiste du latin et du grec, elle a récemment publié une belle édition de Tacite, et elle écrit carmina Anglicana non-contemnenda . ». L'édition est également très appréciée par l'érudit classique Edward Harwood et « ses éditions de Térence et de Tacite imprimées par Grierson devaient être appréciées par les érudits pendant de nombreuses générations. ».
Grierson joue un rôle important dans l'entreprise et le ménage de son mari, qui comprend des apprentis et des ouvriers ainsi que des domestiques. Très appréciée par l'élite littéraire de Dublin pour ses dons d'éditrice et de poète, ainsi que pour sa mémoire remarquable, les femmes de la petite noblesse irlandaise sont attirées par elle et deviennent parmi les clientes les plus appréciées de son mari. Son mari souligne ses contributions dans sa pétition réussie à la Chambre des communes irlandaise en 1729 pour obtenir le brevet d'imprimeur du roi : « les éditions corrigées par elle ont été approuvées, non seulement dans ce Royaume, mais en Grande-Bretagne, en Hollande et ailleurs, et l'art de l'impression, grâce à ses soins et à son aide, a été amené à une plus grande perfection qu'il ne l'a été jusqu'à présent dans ce Royaume. ».
En plus de son travail éditorial, elle est poète. Peu de sa poésie nous est parvenue, bien que son amie Mary Barber ait publié six de ses pièces dans ses Poems on several occasions (1734). Ces six et deux autres, inclus par Laetitia Pilkington dans ses Mémoires, sont publiés dans Poems by the Most Eminent Ladies of Great Britain and Ireland . Jonathan Swift l'a incluse, avec Barber et la critique littéraire Elizabeth Sican, dans son « triumféminat » et elle fait partie de son cercle littéraire de Dublin.
Après une période de santé fragile, Grierson meurt à l'âge de vingt-sept ans, peut-être de tuberculose, et est enterrée à Drumcondra, dans le comté de Dublin.
Sa réputation est renforcée par son inclusion par George Ballard dans ses Mémoires de plusieurs dames de Grande-Bretagne, qui ont été célébrées pour leurs écrits ou encore dans les langues, arts et sciences savantes (1752). Plus de quatre décennies après sa mort, elle est louée dans The Female Advocate (1775), le poème de Mary Scott à la gloire des femmes écrivaines et intellectuelles.

## Travaux

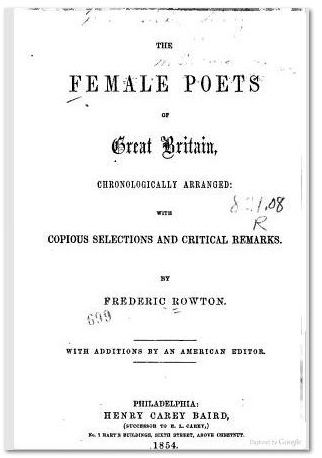
Les poètes féminines de Grande-Bretagne, Rowton

### Édition
- Publius Virgilius Maro, P.V.M. opera. Nunc emendatiora, (éd.) (Dublin : G. Grierson, 1724).
- Publius Afer Terentius, P. Terentii Afri Comoediae ad optimorum exemplarium fidem recensitae. Praefixa sunt huic editioni Loca Menandri et Apollodori quae Terentius Latine performatus est. Accéder aux modifications omnes Bentleianae . Editio novissima (éd.) (Dublin : G. Grierson, 1727).
- Publius Cornelius Tacitus, C. Cornelii Taciti Opera quae existant ex recensione et cum animadversionibus T. Ryckii. T. Ryckii de Vita et Morte Sigani Oratio , 3 vol. (éd.) (Dublin : G. Grierson, 1730).
- Salluste (inachevé)

### Poésie
- « Poèmes à plusieurs occasions », Poèmes, éd. Mary Barber (Londres : Imprimé pour l'auteur, 1734)
- Constantia Grierson, Poems by the most eminent ladies of Great-Britain and Ireland, vol. I, London, printed for T. Becket and Co. and T. Evans, near York building, Strand., 1773, A new éd. (lire en ligne [archive du 25 mai 2007]), « Poems by Mrs. Constantia Grierson », p. 240
- The Poetry of Laetitia Pilkington (1712-1750) and Constantia Grierson (1706-1733), éd. Bernard Tucker (Lewiston, New York : Edward Mellen Press, 1996).